# Potit de Sàrdica
Potit (Mèsia o Sardenya, ca. 145 - Sàrdica o Roma, ca. 160) fou un cristià, màrtir durant les persecucions d'Antoni Pius. És venerat com a sant per diverses confessions cristianes.

## Llegenda
Potit fou un màrtirs de qui no es conserven dades contemporànies, sinó unes actes de martiri tardanes, la Passio Sancti Potiti del segle ix, poc versemblants. Només se sap del cert que fou martiritzat a Sàrdica, ciutat de la Dàcia, prop de l'actual Sofia (Bulgària), i que fou mort a espasa.
Posteriorment, per la similitud del topònim, les actes diuen que era originari de Sardenya (Sardinia, en llatí), fill únic d'una rica família pagana, i convertit al cristianisme d'amagat, a tretze anys. Quan el seu pare se n'assabentà, el feu empresonar, però el fill, amb la pregària i l'exemple, va fer que el seu pare també es convertís. Alliberat, marxà a viure a una altra ciutat, que podria haver estat Valèria o Gàrgara.
Hi guarí de la lepra l'esposa del senador Agató, i en convertí la família: la fama d'aquesta conversió arribà a Roma, on fou cridat Potit. Ja a Roma, el jove va exorcitzar la filla del mateix emperador Antoni Pius, qui atribuí el guariment a la màgia. En negar-se Potit a oferir sacrificis als déus, va ésser torturat i mort: segons unes fonts, a Roma; segons d'altres, a un lloc del sud d'Itàlia.

## Veneració
La constància més antiga del seu culte es troba al Liber Pontificalis de Nàpols, al segle ix, i al calendari gravat en marbre entre 847 i 877, avui al palau arquebisbal de Nàpols, que ja esmenta el dia 13 de gener. Leon Battista Alberti va escriure una Vida di San Potito, reescrivint-ne la llegenda.
El sant és especialment venerat a Nàpols i la Pulla, on té una església. Els benedictins que hi viuen van obtenir un ofici del sant del papa Climent XII. No obstant això, la festa del sant només surt en martirologis relativament moderns.
Segons algunes fonts, les seves relíquies foren portades d'Asculum a Sardenya, amb les de sant Efisi de Sardenya. Fins al 2003, la festa era el 13 de gener; a partir de llavors, el 14. És patró de la diòcesi de Tricarico.